# قنشاير
قَنْشَايَر (بالإسبانية: Canjáyar)‏ هي بلدية تقع في مقاطعة المرية. جنوب شرق إسبانيا. يبلغ عدد سكانها 1.573 نسمة.
من أعلامها أبو محمد الحَجْرِيُّ المحدث الأندلسي. تعلم في المريةِ وسافر في الطلب إلى قرطبة وإشبيلية وغرناطة. ولما احتل العدو المريةَ سنة 542 رحل مع أهله إلى مرسية. ضاعت كتبه في حادثة المرية ‏.

## وصلات خارجية
- (بالإسبانية)